# 東寧口岸
東寧口岸（とうねい-こうがん）は中華人民共和国黒竜江省牡丹江市東寧市とロシア連邦沿海地方ポルタフカの間に位置する陸路出入国検査場。東寧での貿易は清末にまでさかのぼることができる。1989年、国務院により国家一類口岸に指定され、1990年4月に開放された。

## 国境情報
綏芬河からバスが往復ともに路線を設けているため移動は便利である。2014年10月現在第3か国者は通過することが不可能である。なお中国には国家一類口岸ながらも第三国人に対して通過を認めていない箇所がいくつかある。

## 黒竜江省内における他の国境施設
- 密山口岸（黒竜江省・鶏西市(地級市)、密山市(県級市)）
- 虎林口岸（黒竜江省・鶏西市(地級市)、虎林市(県級市)）
- 黒河口岸（黒竜江省・黒河市(地級市)、愛輝区(市轄区)）
- 遜克口岸（黒竜江省・黒河市(地級市)、遜克県(市轄区)）
- 孫呉口岸（黒竜江省・黒河市(地級市)、孫呉県(市轄区)）
- 綏芬河口岸（黒竜江省・牡丹江市(地級市)、綏芬河市(県級市)）
- 嘉蔭口岸（黒竜江省・伊春市(地級市)、嘉蔭県(県級市)）
- 蘿北口岸（黒竜江省・牡丹江市(地級市)、東寧市(県級市)）
- 饒河口岸（黒竜江省・鶴崗市(地級市)、蘿北県(県級市)）
- 呼瑪口岸（黒竜江省・大興安嶺地区(省轄市級)、呼瑪県(地級行政区)）
- 同江鉄路大橋（黒竜江省・ジャムス市(地級市)、同江市(県級市)）
- 黒河・ブラゴヴェシチェンスク大橋（黒竜江省・黒河市(地級市)）